# Pere Teixidor i Elies
Pere Teixidor i Elies (Figueres, 1892 - Figueres, 1981) fou un escriptor català.
Nascut al carrer de la Jonquera de Figueres, en el període anterior a la guerra civil espanyola es va dedicar a diverses tasques relacionades amb el món del teatre, com a director, actor o fins i tot empresari. També va estrenar diverses obres de temàtica popular. La seva companyia es deia "Agrupació Lírica Tàlia", de qui Florenci Mauné i Marimont en fou el director d'orquestra.
Personatge polifacètic i apassionat de l'esport, de jove va jugar al Sport Club Empordanès. També va estar vinculat a la Unió Esportiva Figueres, formant-ne part de la seva comissió tècnica. Després de la guerra i amb el temps es va convertir en un dels primers cronistes esportius de la ciutat de Figueres, signant amb el pseudònim de Rodix i Xiet. Va publicar articles esportius a diaris locals com La Galeria, La Veu de l'Empordà, La Comarca Deportiva i El Ampurdanès i també va exercir de corresponsal d'alguns diaris barcelonins com El Mundo Deportivo i l'Sport. També va obrir una botiga de joguines al carrer Peralada de Figueres.

## Obres rellevants
- El germà gran (1925)
- La cançó de l'emigrant (1928)
- Dofins de terra (1928)
- La doble existència (1929)
- L'alosa presa (1930)
- La condemnada (1930)